# سیسیل هیو بلکر
سیسیل هیو بلکر (انگلیسی: Cecil Blacker; ۴ ژوئن ۱۹۱۶ – ۱۸ اکتبر ۲۰۰۲) فرد نظامی اهل بریتانیا بود. وی همچنین برندهٔ جوایزی همچون صلیب نظامی شده‌است.